# Cabalgata de Reyes Magos
Cabalgata de Reyes Magos (spanska; katalanska: Cavalcada de Reis) är en traditionell parad i Spanien och i vissa städer i Mexiko. De bibliska vise männen (enligt traditionen tre: Melchior, Caspar, och Baltasar) rider då genom gatorna, och deras pagepojk kastar ut godis till barnen.
Firandet sker under trettondagsafton. Enligt traditionen får stygga barn kol i stället, men precis som i fallet med Jultomten är detta inte vanligt.
Paraden i Madrid sänds direkt i TVE 1. Motsvarande parad i Barcelona är den största årliga paraden med cirka 500 000 åskådare och över 1000 deltagare i paraden. Kavalkaden i Alcoy är den äldsta i världen och hjälper Spanien att locka turister.

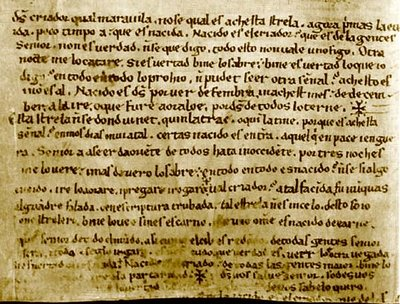
Äldre beskrivning av Auto de los Reyes Magos.

I Polen hölls den första kavalkaden 2009.